# Рокитне (станція)
Рокитне — проміжна залізнична станція 3-го класу Козятинської дирекції Південно-Західної залізниці на електрифікованій лінії Фастів I — Миронівка між зупинними пунктами Житні Гори (5 км) та Бушеве (8 км). Від станції відгалужується лінія до станції Тараща (завдожки 21 км). Розташована в смт Рокитне Білоцерківського району Київської області.

## Історія
Станція відкрита 1904 року на діючій, з 1876 року, залізничній лінії Фастів — Миронівка.
У 1963 році електрифікована змінним струмом (~25 кВ) в складі дільниці Миронівка — Фастів I.